# Hippolytia yunnanensis
Hippolytia yunnanensis là một loài thực vật có hoa trong họ Cúc. Loài này được (Jeffrey) C.Shih mô tả khoa học đầu tiên năm 1979.